# Charlton Marshall
Charlton Marshall est une paroisse civile et un village du Dorset, en Angleterre.